# ناوخ (قوچان)
ناوخ (قوچان)، روستایی از توابع بخش مرکزی شهرستان قوچان در استان خراسان رضوی ایران است.

## جمعیت
این روستا در دهستان سودلانه قرار دارد و براساس سرشماری مرکز آمار ایران در سال ۱۳۸۵، جمعیت آن ۱٬۵۵۸ نفر (۳۵۷خانوار) بوده‌است.